# Slim Chaker
Slim Chaker (24 de agosto de 1961-8 de octubre de 2017) fue un político tunecino que ocupó la cartera de Ministro de Sanidad de 12 de septiembre al 8 de octubre de 2017 antes de su muerte. Miembro de Nidaa Tounes, también fue ministro de Juventud y Deportes del 1 de julio al 24 de diciembre de 2011 dentro del gobierno de Beji Caid Essebsi. Posteriormente, ocupó el cargo de Ministro de Finanzas en el gobierno de Habib Essid de febrero de 2015 a agosto de 2016.